# Jarlshof
Jarlshof (prononcé YARLZ-hoff) est un site archéologique situé dans le sud de Mainland, île principale de l'archipel des Shetland, en Écosse. Il est le plus important site archéologique des Shetland. Il contient des vestiges allant de 2500 av. J.-C. au XVIIe siècle de notre ère. 
Le nom de Jarlshof est créé par Walter Scott en 1821 dans le roman historique Le Pirate. 
Géré par Historic Scotland, le site est ouvert au public d'avril à septembre. En 2011, le Royaume-Uni tente de faire inscrire les trois sites de Broch de Mousa, Old Scatness et Jarlshof au patrimoine mondial, à travers un ensemble appelé The Crucible of Iron Age Shetland.